# Guerra otomano-wahabi
La guerra otomano-wahabi, también conocida como la guerra otomano-saudita o la guerra otomano-salafi, en la que lucharon el Eyalato de Egipto, bajo el reinado de Mehmet Alí (nominalmente bajo el control del  Imperio otomano) y el ejército del Emirato de Diriyah, el primer estado saudí, resultando en la destrucción de este.

## Trasfondo
El wahabismo fue un movimiento fundamentalista dentro del islam, fundado por Muhammad ibn Abd-al-Wahhab, quién, con Muhammad bin Saud, lanzó la campaña para reformar el islam y consolidar su poder en Arabia desde su base en Diriyah. Llevaría a la creación del Emirato de Diriyah, y su aplastamiento eventual por el Jedive egipcio Mehmet Alí, del Imperio otomano.
En 1802 el saqueo de Karbala (Kerbala) dejó 5.000 muertos y el desvalijo de la Mezquita Imam Husayn y, en 1805, los wahabis controlaban La Meca y Medina. Los Wahhabis atacaron las caravanas de negocio de los otomanos, afectando a sus finanzas. El Emir saudí denunció al sultán otomano y cuestionó la validez de su reclamo de ser el Califa y protector de los santuarios de Hiyaz. El Imperio otomano, sospechando del ambicioso Mehmet Alí, lo ordenó pelear contra los Wahhabis, porque la derrota de cualquiera de los dos beneficiaría a los otomanos.

## Campañas

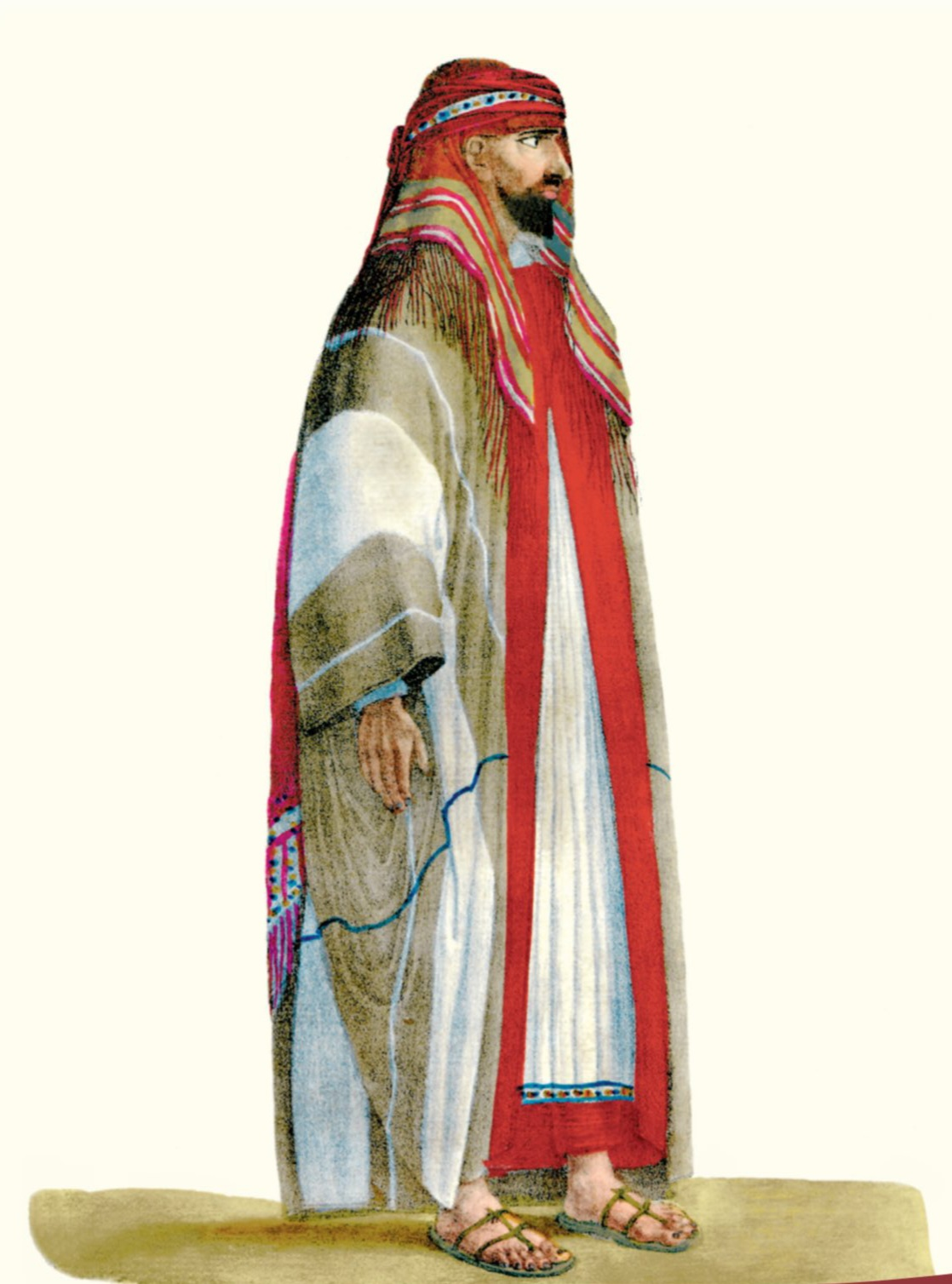
Cuadro de Abdullah bin Saud, ejecutado después de perder la guerra.

Mehmet Alí recibió sus órdenes a aplastar el estado saudí tan temprano como en diciembre de 1807 por el sultán Mustafá IV. Sin embargo, problemas internos dentro de Egipto, como la Guerra anglo-turca (1807-1809), lo impidió dar toda su atención a los wahabis. En noviembre de 1812 fue cuando por fin los egipcios capturaron de nuevo a las ciudades sagradas.
Sin embargo, llevaría hasta septiembre de 1818 para acabar definitivamente con la rebelión, con la rendición de sus líderes. Ibrahim bajá, hijo de Mehmet Alí, fue el jefe de la campaña en 1817. Por su diplomacia hábil y regalos pródigos fue capaz de ganar el apoyo de las tribus árabes volátiles, avanzándose hasta Arabia Central para ocupar las ciudades de Unaizah y Buraidá. La gran mayoría de las tribus principales se juntaron con él y se marcharon a la capital saudita en Diriyah, aunque la ruta estaba plagada de ataques de los wahabis. En abril de 1818 llegaron a Diriyah y en septiembre los wahabis se rindieron, esto llevó tanto tiempo debido al ejército mal capacitado de Ibrahim. En junio de 1819 Diriyah fue destruido y guarniciones de tropas egipcias se desplegaron en las ciudades principales. Se mandó al jefe del estado saudí, Abdullah bin Saud, a Estambul para ser ejecutado.

## Repercusiones
La mayoría de los líderes saudíes se encontraron con un buen tratamiento pero los otomanos se pusieron muchos más duros con los líderes religiosos que habían inspirado al wahabismo, ejecutando a Sulayman ibn Abd Allah y otros notables religiosos y pensando que ellos representaron un peligro mucho más alto por sus creencias religiosas inflexibles e intransigentes y así representaban una amenaza más grande que los líderes políticos. También se resintieron las creencias del wahabismo.